# Jordi Figueras
Jordi Figueras Montel est un footballeur espagnol, né le 16 mai 1987 à Lérida. Évoluant au poste de défenseur central au Algésiras CF.

## Biographie
Jordi est accueilli par le Real Madrid en 2005 alors qu'il est âgé de 17 ans.
Il y joue en classe de jeunes avant de partir pour une autre aventure au Celta de Vigo en 2008. Il y évolue durant une seule saison (32 matchs et 1 but), avant de partir à nouveau en Russie pour rejoindre le Rubin Kazan. Il n'y est presque pas utilisé et est prêté à 2 reprises. Tout d'abord, en 2010, une saison au Real Valladolid (27 matchs et 2 buts) et une autre au Rayo Vallecano (19 matchs et 0 but).
En 2012, durant le mercato d'hiver il rejoint la Belgique et le FC Bruges.
En 2013, durant le mercato d'hiver il rejoint à nouveau l'Espagne et le Rayo Vallecano en prêt. Au mois de janvier 2016, il est transféré au Eskişehirspor Kulübü. À la fin de la saison, il plie de nouveau bagage pour Karlsruher SC et la deuxième division allemande.

## Palmarès
Betis Séville
- Vainqueur de la Liga Adelante : 2015